# Charles-Eugène Duponchel
Charles-Eugène Duponchel est un graveur français né le 2 novembre 1748 à Abbeville (Somme), actif un temps à Londres, et mort à la bataille d'Avesnes-le-Sec (Nord) le 13 septembre 1793.

## Biographie
Charles-Eugène naît à Abbeville le 2 novembre 1748 du mariage de Marc Antoine François Duponchel, maître chaudronnier, et Marie Marguerite Caquerelle. Baptisé le lendemain en la paroisse Saint-André d'Abbeville, son parrain est Eugène Honoré Picot, oncle probable du graveur Victor-Marie Picot dont il sera l'ami.

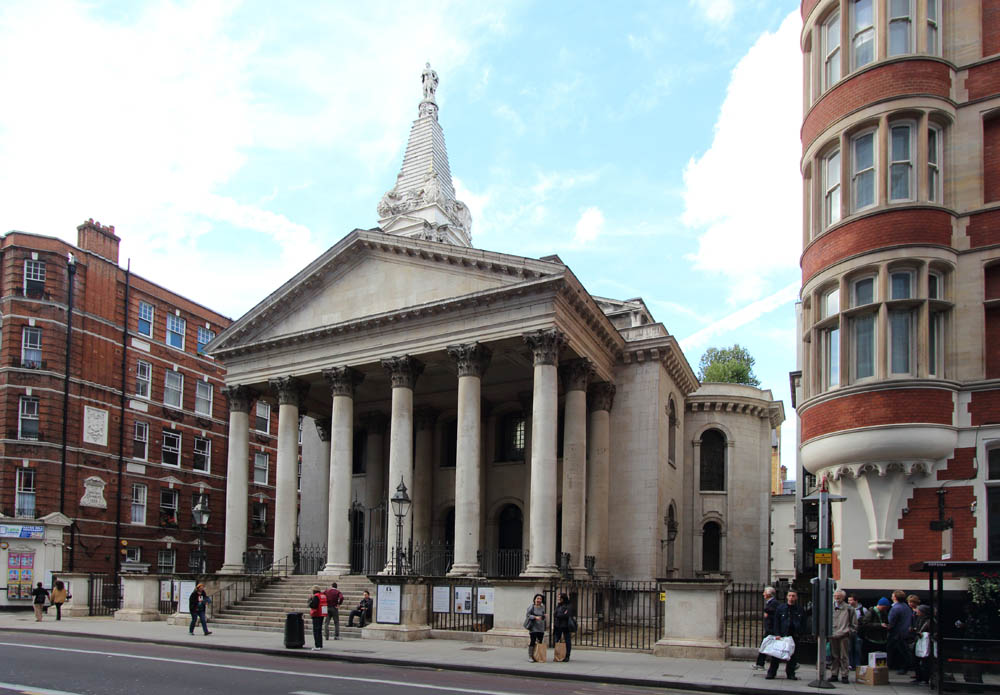
Église Saint-George de Bloomsbury, Londres

Il est à Paris l'élève de Jacques-Nicolas Tardieu (1716-1791) puis s'installe rue Saint-Jacques pour, dans la décennie 1770, produire des portraits à l'eau-forte et au burin, l'un des tout premiers répertoriés étant celui de Marie Leszczynska, princesse de Pologne (après 1773) d'après le tableau de Jean-Marc Nattier conservé au Musée du Louvre. Il collabore ensuite à l'illustration de livres avec l'éditeur Cazin et le dessinateur Clément-Pierre Marillier avant de partir en 1779, pour une période de deux années, à Londres où il est accueilli par Victor-Marie Picot, lequel est son témoin lors de son mariage avec Marie-Jeanne Pouilly, le 14 décembre 1779, en l'église Saint-George de Bloomsbury.
Il se réinstalle rue Saint-Jacques à Paris en 1781, poursuivant avec Cazin une collaboration que la période londonienne n'avait du reste pas interrompue.
Il épouse les idéaux de la Révolution française et entre dans la Section révolutionnaire de Paris dite des Thermes de Julien. Le 1er bataillon des volontaires de Paris, dirigé par le général Nicolas Declaye, commandant la garnison de Cambrai et dans lequel on le retrouve en tant que capitaine des canonniers, est décimé le 12 septembre 1793 à Avesnes-le-Sec dans un « désastre complet » face à deux mille cavaliers autrichiens. il succombe à ses blessures le lendemain de la bataille.
Par un décret du 19 Thermidor An II (6 août 1794), la Convention nationale accorde à « la citoyenne Marie-Anne Pouilly, veuve de Charles-Eugène Duponchel, mère de cinq enfants, dont le mari, capitaine des canonniers dans le 1er bataillon des volontaires de Paris, a été tué le 13 septembre dernier à l'affaire qui eut lieu à Cambrai », la somme de six cents livres à titre de secours provisoire.

## Réception critique
« Portalis et Béraldi, sabre au clair, commencent par cette phrase assassine : "Duponchel d'Abbeville n'a gravé que des non-valeurs (...] et quelques vignettes disséminées dans des ouvrages sans importance". Ce commentaire brutal, qui ne se contente pas d'être excessif et qui a détourné les amateurs, collectionneurs, marchands d'estampes et musées des productions de Duponchel, est en grande partie erroné. »

— Philippe Tillier

## Œuvre

### Contributions bibliophiliques

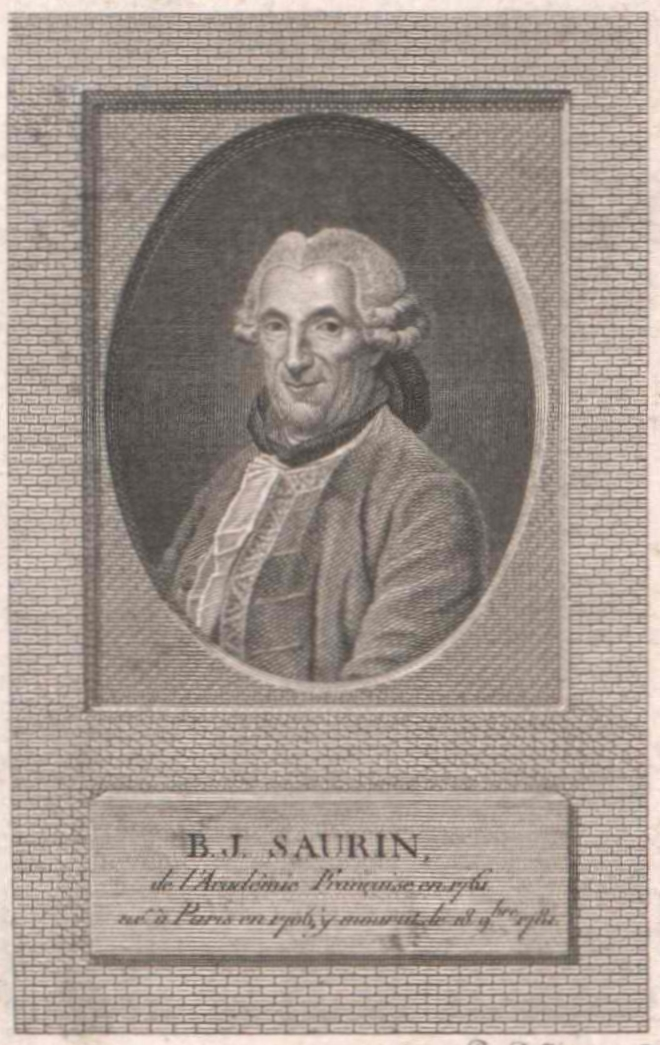
Charles-Eugène Duponchel, Portrait de Bernard-Joseph Saurin, 1783

- Louis Hector Drummond de Melfort, Marches et évolution de cavalerie, représentées en XXXII estampes dessinées et gravées par les plus habiles maîtres, exécutées dans plusieurs campagnes, sous les maréchaux de Coigny, de Saxe, de Belle-Isle, de Soubise, de Contades, etc., développées dans le Traité de cavalerie de feu M. le Comte de Melfort, auxquelles on a ajouté XXII figures relatives à l'équitation, gravures notamment par Charles-Eugène Duponchel (planches XVI et XVII), Charles-François-Adrien Macret, François Robert Ingouf d'après Louis-Nicolas van Blarenberghe, Guillaume-Nicolas Desprez, libraire-éditeur à Paris, 1776[5].
- Recueil des meilleurs contes en vers, Cazin, Paris, 1778[6].
- Paul Sandby, The virtuosi's museum containing select views in England, Scotland and Ireland, 108 gravures dont contributions de Charles-Eugène Duponchel, G. Kearsly, Londres, 1778-1781[7].
- Montesquieu, Lettres persanes, portrait en frontispice gravé par Charles-Eugène Duponchel, Cazin, Paris, 1781.
- Voltaire, Romans et contes, portrait en frontispice gravé par Charles-Eugène Duponchel, Cazin, Paris, 1781.
- Niccolò Forteguerri, Richardet, poème, 2 volumes, chacun avec un frontispice gravé par Charles-Eugène Duponchel d'après Henri Chevaux (1723-1789), Londres, 1781.
- Jean-François de Saint-Lambert, Saisons, poème, frontispice gravé par Charles-Eugène Duponchel d'après Henri Chevaux, Londres, 1782[8].
- Marivaux, La Vie de Marianne ou les aventures de Madame la Comtesse de ***, 4 volumes, chacun enrichi d'un frontispice gravé par Charles-Eugène Duponchel d'après Henri Chevaux, Cazin, Paris, 1782.
- Paul Sandby, A collection of one hundred and fifty select news in England, Wales, Scotland and Ireland, 2 volumes, John Boydell éditeur, Londres, 1782-1783[7].
- Claude Masson de Saint-Amand, Traduction nouvelle de L'Art d'aimer d'Ovide, gravures de Charles-Eugène Duponchel d'après Karl Kaspar Pitz (de), Cazin, Paris, 1783[9].
- Charles-Joseph Mayer, Geneviève de Cornouailles ou le demoisel sans nom, roman de chevalerie, gravure de Charles-Eugène Duponchel en frontispice, Cazin, Paris, 1783.
- Bernard-Joseph Saurin, Œuvres complètes, 2 volumes, portrait de Bernard-Joseph Saurin gravé par Charles-Eugène Duponchel en frontispice du premier volume, chez Veuve Duchesne, Paris, 1783[10].
- Samuel Richardson, Lettres anglaises ou Histoire de Miss Clarisse Harlowe, portrait de l'auteur en frontispice et 17 figures gravées par Charles-Eugène Duponchel d'après Clément-Pierre Marillier, 11 volumes, Cazin, Paris, 1784.
- Laurence Sterne, Voyage sentimental en France, 2 volumes, chacun d'eux enrichi d'un frontispice gravé par Charles-Eugène Duponchel, B. Le Franq, Paris et Bruxelles, 1784.
- Charles Perrault et autres auteurs, Le Cabinet des fées ou collection choisie des contes de fées et autres contes merveilleux, 120 gravures, certaines de Charles-Eugène Duponchel, d'après Clément-Pierre Marillier, 41 volumes, chez Bardes, Manget et Cie, Genève et chez Cuchet, Paris, 1785-1789.
- Prosper Jolyot de Crébillon, Œuvres complètes, gravures de Charles-Eugène Duponchel, Charles-François-Adrien Macret, François Robert Ingouf, Jean Dambrun et Philippe Trière d'après Clément-Pierre Marillier, 3 volumes, Les libraires associés, Paris, 1785[6].
- Jean-François Vauvilliers, Abrégé de l'histoire universelle en figures, ou recueil d'estampes représentant les sujets les plus frappants de l'histoire tant sacrée que profane, ancienne et moderne, avec les explications historiques qu'y s'y rapportent et les portraits en médailles des héros qui ont joué le plus grand rôle dans l'histoire, ornés de leurs attributs caractéristiques, Pierre Duflos le Jeune, Paris, 1785[6].
- Ignace Mouradja d'Ohsson, Tableau général de l'Empire ottoman, divisé en deux parties, dont l'une comprend la législation mahométane, l'autre, l'histoire de l'Empire ottoman. Dédié au roi de Suède, eaux-fortes et burins de Charles-Eugène Duponchel parmi les contributions, Imprimerie de Monsieur, Paris, 1787-1790[11].
- Jean-François Regnard, Œuvres complètes de Regnard, avec des avertissements et des remarques sur chaque pièce, deux des onze vignettes (Le divorce et L'homme à bonnes fortunes) gravées par Charles-Eugène Duponchel d'après Clément-Pierre Marillier, Veuve Duchesne, Paris, 1790[1].

### Collections publiques

#### Belgique
- Bibliothèque royale de Belgique, Bruxelles, Portrait de François-Xavier de Feller, gravure d'après André Bernard de Quettenmont pour le Recueil des portraits de Nosseigneurs les États de Brabant réunis à Bruxelles en assemblée générale du 17 avril au 5 décembre 1787, 1790[12].

#### Estonie
- Université de Tartu, Portrait de François de La Rochefoucauld, gravure[13].

#### États-Unis
- Musée des Beaux-Arts de Boston[6] :
  - Marie-Antoinette, Reine de France, gravure.
  - Ouvrages bibliophiliques.
- Centre d'art britannique de Yale, New Haven, 3 ouvrages bibliophiliques[7].
- New York Public Library, New York, Portrait de Pierre Abélard, gravure d'après Daniel Gardner[14].
- Philadelphia Museum of Art, Philadelphie, Autoportrait de Madame Vigée Le Brun avec sa fille, gravé et inachevé en 1792 par Charles-Eugène Duponchel et terminé en 1796 par Jean-Jacques Avril d'après le tableau d'Élisabeth Vigée Le Brun conservé au Musée du Louvre[15]. De la date d'achèvement de cette gravure, explique Philippe Tillier, vient que la mort de Duponchel est fréquemment dite par erreur en 1796[1].

#### France
- Musée Boucher-de-Perthes, Abbeville, 18 gravures[1].
- Bibliothèque municipale de Dijon, Voyage sentimental en France, frontispices de Charles-Eugène Duponchel, descritipf dans rubrique Contributions bibliophiliques ci-dessus.
- Médiathèque de Fontainebleau, Portrait de Petrus Chauvier, gravure d'après Franz Peter Kymli, 1786[16].
- Musée d'Art et d'Archéologie de Guéret, Portrait de Philippe Quinault, gravure[17].
- Musée Médard - Centre d'interprétation du livre et du patrimoine écrit, Lunel, Portrait de Bernard-Joseph Saurin en frontispice de ses Œuvres complètes, 1783[18].
- Bibliothèque municipale de Lyon, Saisons de Jean-François de Saint-Lambert, frontispice gravé par Charles-Eugène Duponchel d'après Henri Chevaux, 1782[8].
- Département des estampes et de la photographie de la Bibliothèque nationale de France, Paris.
- Comédie-Française, Paris, Portrait de Bernard-Joseph Saurin en frontispice de ses Œuvres complètes, 1783[10].
- École nationale supérieure des beaux-arts, Paris, Portrait de Charles Le Beau, eau-forte d'après Henri Chevaux, 22,5x17cm, 1781[19].
- Musée Carnavalet, Paris, Portrait de Louis Stanislas Xavier de France, Monsieur, frère du roi, burin[20].
- Musée du Louvre, département des arts graphiques, Marie-Antoinette, reine de France, gravure (ancienne collection baron Edmond de Rothschild)[21].
- Médiathèque de Poitiers, Portrait de François de La Rochefoucauld, gravure[22].
- Musée des Beaux-Arts de Rennes, Tableau général de l'Empire ottoman, 4 planches sur une même feuille, eau-forte et burin 53,5x35,8cm[11].
- Château de Versailles, Portrait de Jean-Baptiste de La Noue, burin d'après Charles Monnet[23].

#### Irlande
- Bibliothèque nationale d'Irlande, Dublin, Portrait d'Antoine Hamilton, gravure[24].

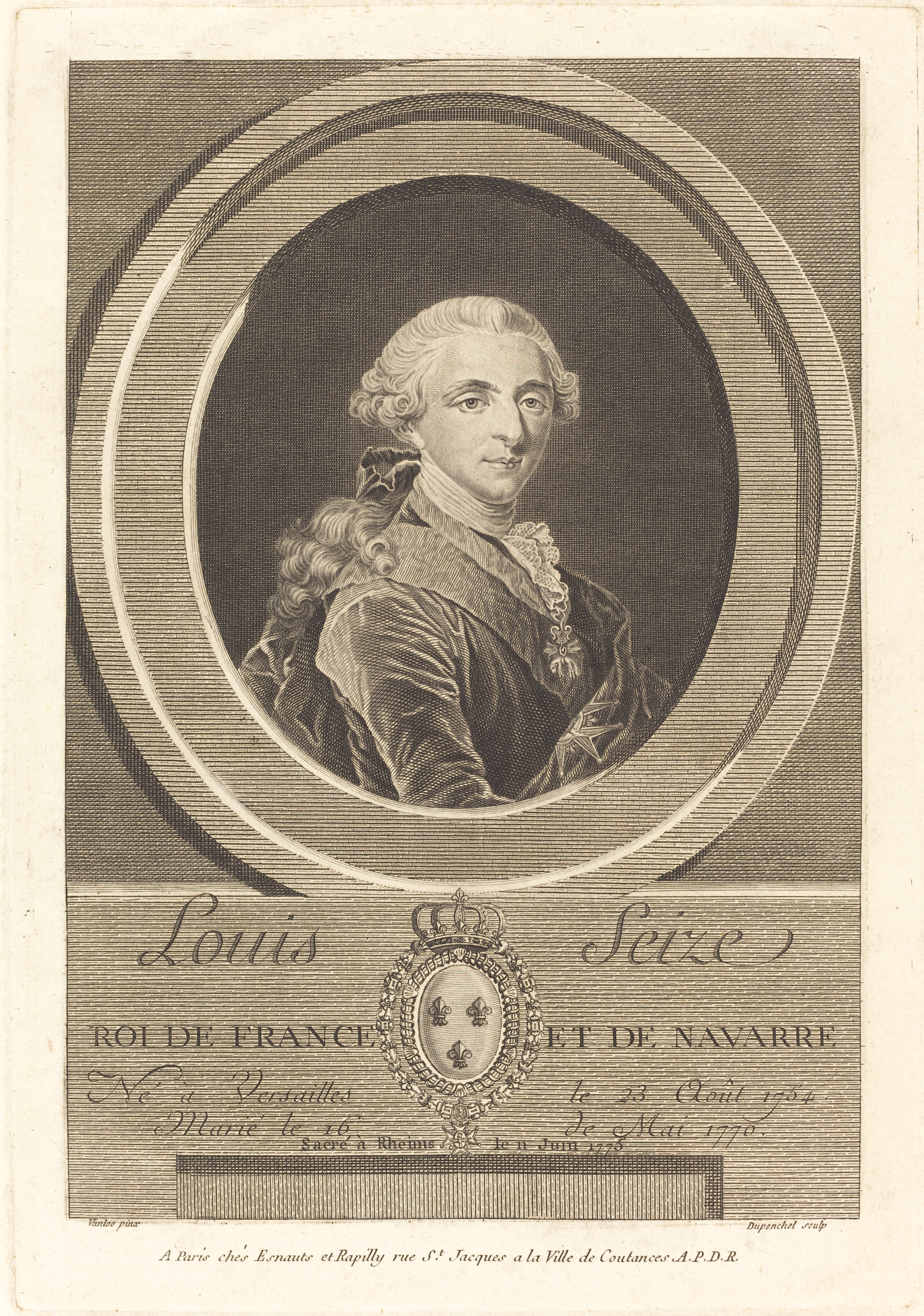
Charles-Eugène Duponchel, Louis XVI, roi de France

#### Italie
- Galerie des Offices, Florence, La Sainte Famille et La Vierge à la Chaise, gravures d'après Raphaël[25],[26].
- Musée de la villa Guinigi de Lucques, Portrait de Samuel Richardson, gravure 8,8x5,8cm, 1784[27].
- Polo museale della cita' di Roma, Rome, Portrait du pape Clément XIV, gravure d'après Jean Dominique Porta[28].

#### Royaume-Uni
- British Museum, Londres[29].
- National Gallery of Art, Londres[30] :
  - Louis XVI, Roi de France et de Navarre, eau-forte et burin d'après Charles Amédée Philippe van Loo, 27,4x19cm..
  - Marie-Antoinette, Reine de France, gravure 28x19cm.
- Royal Academy of Arts, Londres, The Eagle Harbour, Caernarvon castle, gravure d'après Paul Sandby, 1780[31].
- Royal Collection, Londres :
  - Marie-Antoinette, Reine de France, gravure 28x19cm[32].
  - Louis Stanislas Xavier de France, Monsieur, frère du Roi, burin 26,4x17cm[33].
- Wellcome Collection, Londres, Vierge à la chaise, gravure d'après dessin de Jean-Baptiste Wicar (Raphaël, auteur modèle)[34].

#### Suisse
- Musée d'Art et d'Histoire de Genève, La Vierge à la chaise, gravure d'après dessin de Jean-Baptiste Wicar (Raphaël, auteur modèle)[35].